# Pointe Saint-Jacques
La pointe Saint-Jacques est un cap de Guadeloupe.

## Géographie
Il se situe à l'est de l'anse à la Boule, face à la pointe de l'Acomat et borde l'anse Duquery.  

## Liens externes

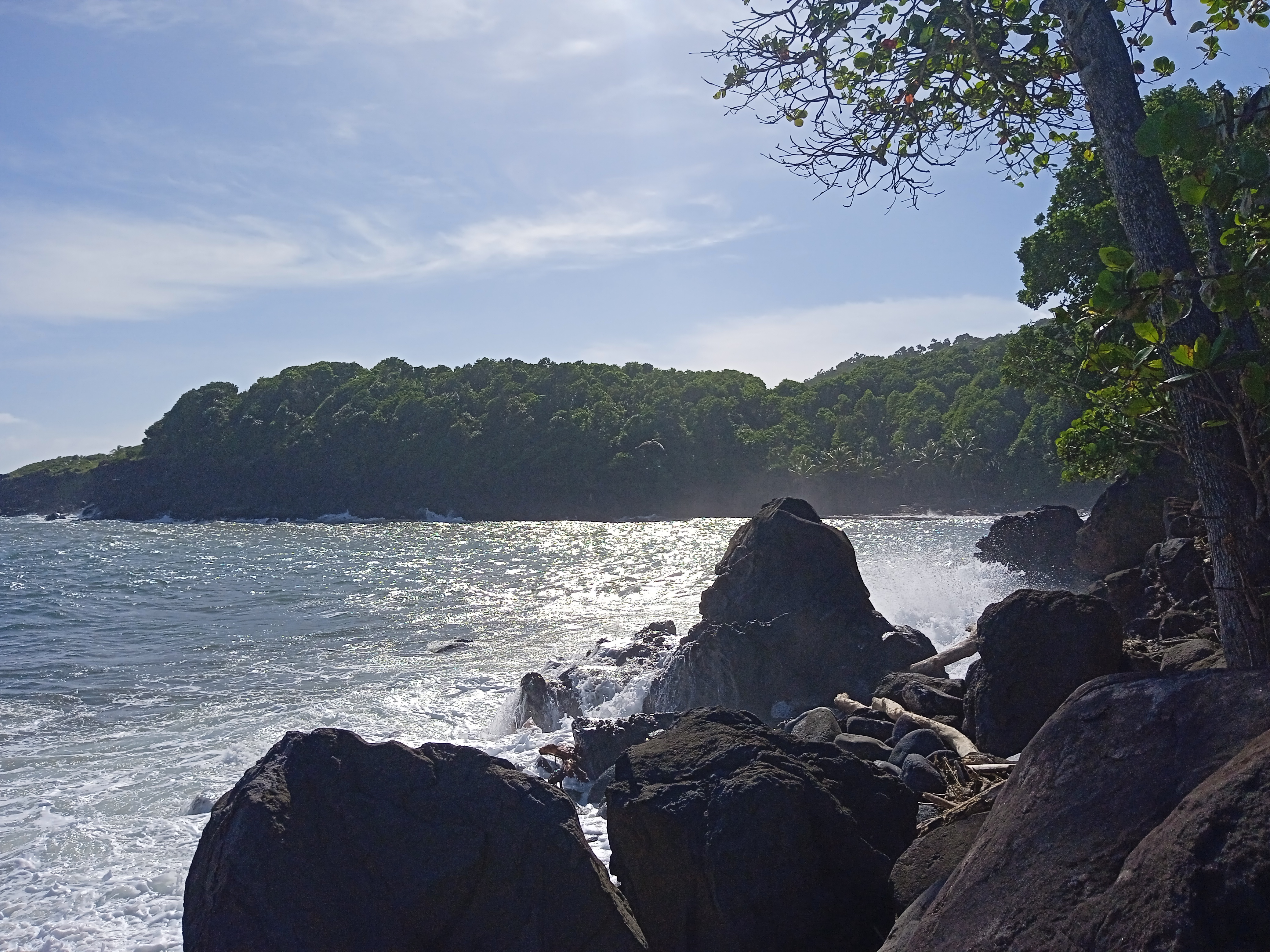
Pointe Saint-Jacques et Anse Duquery.